# Barão de Longepierre
Hilário Bernardo de Requelena, barão de Longepierre (18 de outubro de 1659 – 30 de março de 1721) foi um dramaturgo francês dos séculos XVII a XVIII.

## Biografia
Criança prodígio, citado em Enfants célèbres by Baillet, o Barão Longepierre começou realizando traduções de poetas gregos acompanhadas de notas eruditas. A frieza e a infidelidade dessas traduções renderam-lhe o sarcasmo de Jean-Baptiste Rousseau, que então zombou de suas provações em tragédias.
Se o estilo bucólico
Denegriu-o,
Ele quer pelo dramático
ser desenhado
Da categoria de autores abjetos.
gregos vivem!
As tragédias de Longepierre visavam, de fato, recuperar a pureza perfeita do teatro grego. Sua melhor peça, Medea (1694), foi inicialmente saudada com frieza, mas triunfou quando foi revivida em 1728 e todas as vezes uma atriz talentosa assumiu o papel-título. Esta tragédia, desprovida de amor, tem passagens aterradoras, mas é estática e o estilo é duro, prolixo e declamatório. Longepierre criou então Sesostris (1695) e Electra (1702) que tiveram poucas apresentações.
Apesar dos epigramas de Rousseau, Longepierre, que tinha uma grande fortuna, gozava do respeito geral e foi preceptor do conde de Toulouse, depois do duque de Chartres, futuro regente do reino, do qual se tornou um cavalheiro comum. Ele também foi secretário particular do Duque de Berry.

## Trabalhos
Dramas
- 1694: Médée, tragédia em cinco atos, 13 de fevereiro
- 1695: Sésostris, tragédia em cinco atos
- 1702: Électre, tragédia em cinco atos
- 1712: Jérusalem délivrée, cinco atos tragédie en musique, música do duque de Orléans, tocada em Fontainebleau em 17 de outubro

Poesia e traduções
- 1684: Odes d'Anacréon et de Sapho, traduzido em verso francês com comentários

- 1686: Idylles de Bion et de Moschus, traduzido em verso francês com comentários
- 1687: Discours sur les anciens, contra Charles Perrault
- 1688: Idylles de Théocrite, traduzido em verso francês
- 1690: Idylles nouvelles
- 1719: Lettre à M. de Voltaire sur la nouvelle tragédie d'Œdipe

## Links Esternos
- Hilaire-Bernard de Longepierre em data.bnf.fr
- Hilaire-Bernard de Longepierre no wikisource.
- His tragedies and their presentations no CÉSAR